# Giovanni Mercati

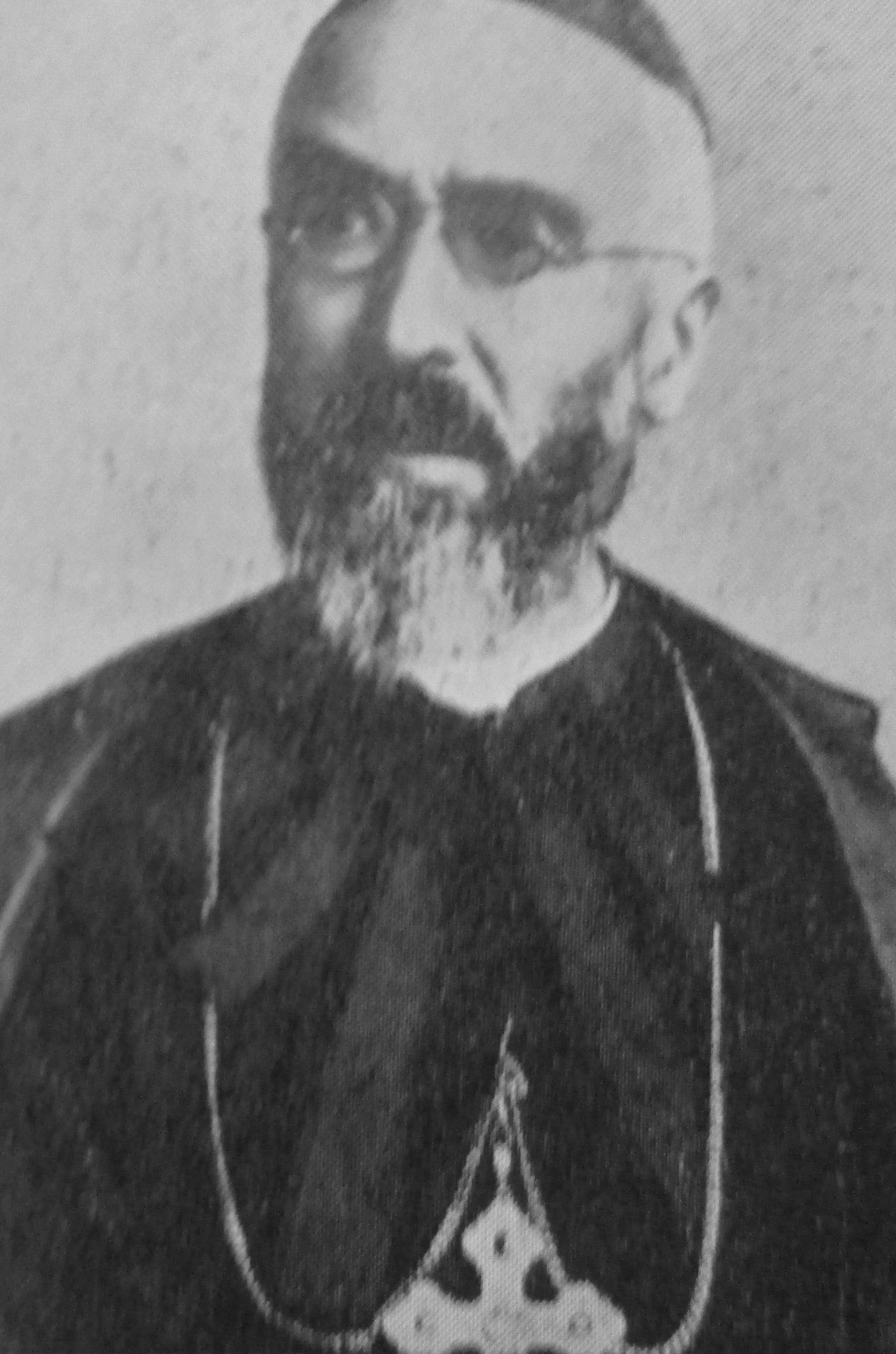
Kardinal Mercati (1939)

Giovanni Kardinal Mercati (* 17. Dezember 1866 in Villa Gaida, Italien; † 23. August 1957 in Rom) war ein italienischer Gelehrter und Kurienkardinal der römisch-katholischen Kirche.

## Leben
Giovanni Mercati empfing nach philosophischen und theologischen Studienjahren in Mailand und Rom am 21. September 1889 das Sakrament der Priesterweihe. Nach weiterführenden Studien unterrichtete er ab 1892 am Priesterseminar von Reggio nell’Emilia und arbeitete ab 1893 in der Biblioteca Ambrosiana in Mailand. Von 1898 bis 1919 gehörte er zum Mitarbeiterstab der Biblioteca Vaticana, am 23. Oktober 1919 übernahm er als Präfekt deren Leitung. 1901 wurde er zum korrespondierenden Mitglied der Göttinger Akademie der Wissenschaften gewählt. 1922 wurde er Mitglied der Königlichen Akademie von Belgien. Die Preußische Akademie der Wissenschaften ernannte ihn 1925 zum korrespondierenden Mitglied. Der Accademia dei Lincei gehörte er seit 1950 als ausländisches Mitglied an.
Am 15. Juni 1936 ernannte ihn Papst Pius XI. zum Apostolischen Protonotar und nahm ihn als Kardinaldiakon mit der Titeldiakonie San Giorgio in Velabro in das Kardinalskollegium auf. Er verlieh Giovanni Mercati den Titel eines Bibliothekars und Archivars der Heiligen Römischen Kirche. Kardinal Mercati nahm am Konklave des Jahres 1939 teil, aus dem Pius XII. als Papst hervorging.
Giovanni Mercati starb am 23. August 1957 in Rom und wurde in der Kirche San Giorgio in Velabro beigesetzt.
Sein Bruder Angelo Mercati (1870–1955) war Präfekt des Vatikanischen Archivs von 1925 bis 1955, sein Bruder Silvio Giuseppe Mercati (1867–1963) Professor für Byzantinistik an der Universität Rom.

## Festschriften
- Miscellanea Giovanni Mercati. 6 Bände, Città del Vaticano 1946.
- Lamberto Donati (Hrsg.): Studi e ricerche nella biblioteca e negli archivi vaticani in memoria del cardinale Giovanni Mercati (1866–1957). Firenze 1959.